# 潘晓慧
潘晓慧（1969年—），水族，中华人民共和国政治人物、第十一届全国政协委员。
担任贵州省黔南民族师范学院副教授。2008年，当选第十一届全国政协委员，代表少数民族界，分入第五十组。2018年1月，当选第十三届全国政协委员。